# Vaimoso
Vaimoso ist eine Siedlung auf der Insel Upolu in Samoa. Der Ort liegt im Distrikt Tuamasaga und im Umkreis der Hauptstadt Apia. 2016 hatte der Ort 2465 Einwohner.

## Geographie
Der Ort liegt südlich des Stadtzentrums zwischen Pesega, Fugalei (N), Vaimea (O), Aai o Fiti, Sinamoga (S) und Lotopa (W).
Der Vaimoso verläuft durch das Gebiet.
Die Highschool Kolisi o Sagata Maria befindet sich in dem Gebiet.